# Ken Olandt
Ken Olandt est un acteur et producteur américain né le 22 avril 1958 à Richmond en Californie aux États-Unis.

## Filmographie

### comme acteur
- 1983 : Matt Houston (série télévisée) : Scottie
- 1984 : Double identité (The Impostor) (TV) : Snyder
- 1984 : Les Routes du paradis (Highway to Heaven) (série télévisée) : Deke Larson Jr.
- 1984-1987 : Hôtel (série télévisée) : Eugene Eckhardt / Tony Chapman
- 1984 : Riptide (Riptide) (série télévisée) : Kirk Dooley (unknown episodes)
- 1985 : L'Homme qui tombe à pic (The Fall Guy) (série télévisée) : Jack Castin
- 1985 : V (série télévisée) : Nigel
- 1985 : Finder of Lost Loves (série télévisée) : Jake Turner
- 1985 : La croisière s'amuse (The Love Boat) (série télévisée) : Don Phillips
- 1985 : L'Agence tous risques (The A Team) (série télévisée) : Kid Harmon
- 1985 : Supercopter (Airwolf) (série télévisée) : Cecil Carnes Jr.
- 1986 : Week-end de terreur (April Fool's Day) : Rob Ferris
- 1987 : Prof d'enfer pour un été (Summer School) : Larry Kazamias
- 1987 : La Vengeance du forçat (Gunsmoke: Return to Dodge) (TV) : Lt. Dexter
- 1988 : Supercarrier (TV) : Lt. Jack 'Sierra' DiPalma
- 1988 : Supercarrier ("Supercarrier") (série télévisée) : Lt. Jack 'Sierra' DiPalma (unknown episodes, 1988)
- 1988 : Les Feux de l'amour ("The Young and the Restless") (série télévisée) : Derek Stuart #2 (unknown episodes, 1988-1989)
- 1990 : Laker Girls (TV) : Rick
- 1990 : Super Force (série télévisée) : Det. Zachary Stone (unknown episodes)
- 1993 : Leprechaun : Nathan Murphy
- 1994 : Power Play : Cody Harris
- 1995 : Digital Man : Sergeant Anders
- 1996 : Darkdrive : Steven Falcon
- 1997 : Piège dans l'espace (Velocity Trap) : Nick Simmons, Endeavor's Commander
- 1997 : A Time to Revenge : Will
- 1997 : Total Reality : The Warden
- 1998 : TNT : Basu
- 2000 : Falcon Down : Captain Bobby Edwards
- 2000 : Daybreak, le métro de la mort (Daybreak) : Deputy Mayor John Ellis

### comme producteur
- 1996 : Darkdrive
- 1997 : Piège dans l'espace (Velocity Trap)
- 1997 : Total Reality
- 1999 : Interceptors
- 1999 : Cyclone (Storm)
- 2000 : Falcon Down
- 2000 : Under Pressure
- 2000 : Destruction totale (Deep Core)
- 2000 : Python (TV)
- 2000 : Daybreak, le métro de la mort (Daybreak)
- 2001 : Epoch (TV)
- 2001 : Le Bateau des ténèbres (Lost Voyage) (TV)
- 2002 : New Alcatraz
- 2002 : Landspeed
- 2002 : Interceptor Force 2 (TV)
- 2003 : Maximum Velocity
- 2003 : Dragon Fighter (vidéo)
- 2003 : Rapid Exchange (vidéo)
- 2003 : Deep Shock
- 2003 : Epoch: Evolution (TV)
- 2003 : Dark Waters (vidéo)
- 2004 : Phantom Force (TV)